# Adolf Lindberg
Johan Adolf Lindberg, född 4 september 1839 i Stockholm, död 27 juni 1916 i Stockholm, var en svensk gravör. Han var far till gravören Erik Lindberg. 
Efter folkskola gick Adolf Lindberg i guldsmedslära och studerade samtidigt vid Slöjdföreningens skola. Han var elev hos myntgravören Lea Ahlborn och studerade vid Konstakademien 1859–1868. Han studerade även i Köpenhamn och Paris för bland andra Paulin Tasset och Oudiné samt företog studieresor till Italien och Österrike. 
Efter sin första utlandsvistelse grundade han en ateljé. Han tog starka intryck av den franska medaljkonsten. Hans starka sida var porträtt, bland dem Elie Hwasser (1876), G. W. Palm (1890), Oscar II (1900) och Eduard Heckscher (1907). Adolf Lindberg blev 1885 ledamot av Konstakademien och vice professor 1892. Från 1898 var han gravör vid Kungliga Myntverket. 
Lindberg finns representerad vid bland annat Nationalmuseum i Stockholm.